# Бой за Лозницу (1941)
Бой за Лозницу (сербохорв. Битка за Лозницу / Bitka za Loznicu) — бой между югославскими и немецкими войсками, состоявшийся 31 августа 1941 года в городе Лозница. Югославские четники при поддержке партизан пошли на штурм оккупированного немцами города после отказа гарнизона сдаться без боя. В ходе сражения погиб командир четников Веселин Мисита, однако к концу дня немцы оставили город. В ходе боя в плен к югославам попали 93 солдата, которые стали первыми немецкими солдатами, попавшими в плен к силам Сопротивления в оккупированной Европе.
Бой за Лозницу ознаменовал начало партизанской войны четников против немецких захватчиков и стала одной из совместных побед четников и партизан. Четники с этого момента начали вести постоянные боевые действия против немцев, захватывая главные дороги и лишая немцев снабжения и припасов, шедших из Шабаца и Валево в Подринье. После освобождения Лозницы прошли ещё несколько боёв под Баней-Ковилячей, на шахте Заяч, в деревнях Завлака и Крупань, по итогам которых немцы понесли потери и утратили контроль над центральным Подриньем. Партизанские бои развернулись в Шумадии, Мачве и долине Западной Моравы.

## Предыстория

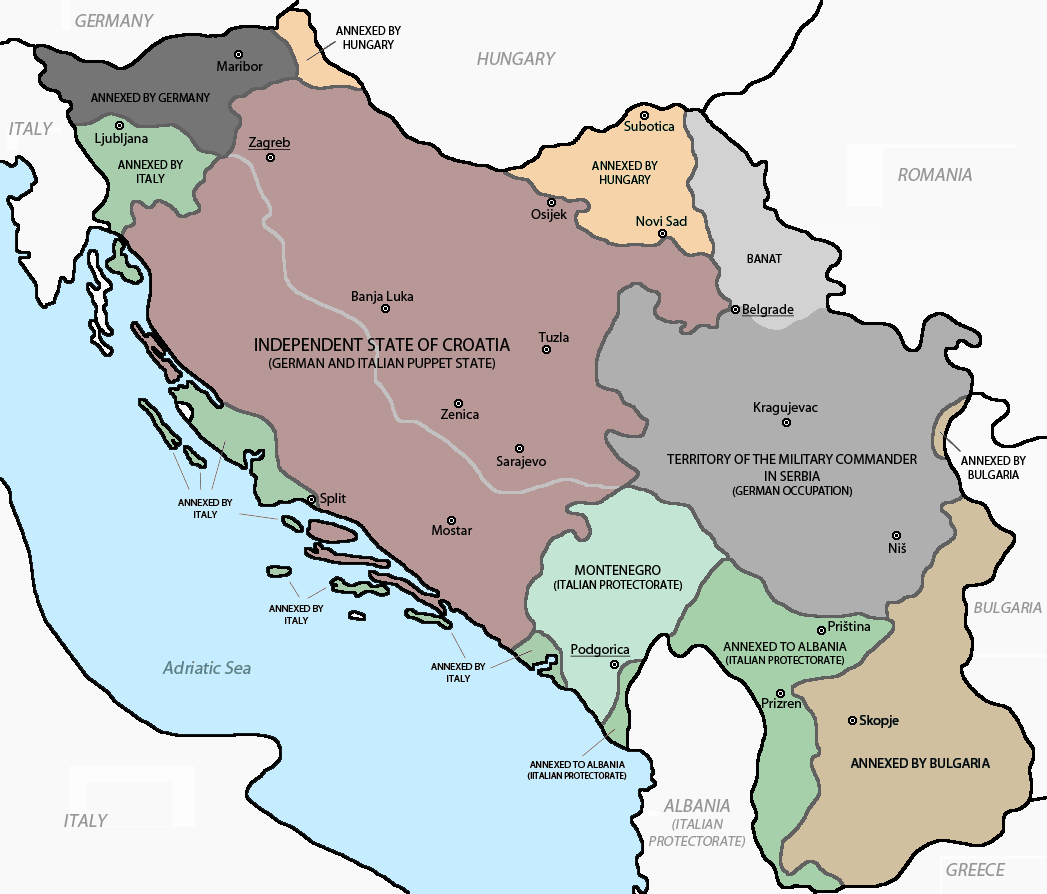
Карта раздела Югославии с 1941 по 1943 годы, серым цветом показаны оккупированные Германией территории Сербии

В апреле 1941 года Германия разгромила в ходе краткосрочной Апрельской войны силы Югославии, оккупировав и разделив страну. Так, было создано марионеточное Независимое государство Хорватия, включившее в себя всю территорию современной Хорватии, всю территорию современной Боснии и Герцеговины и часть сербских земель; некоторые сербские территории были отданы Венгрии и Болгарии (последняя аннексировала всю Македонию), Словения де-факто стала итальянской провинцией (немецкие войска присутствовали и там), а Черногория — марионеточным королевством, подчинявшимся Италии.
Германия де-факто не аннексировала ничего, но оккупировала север современной Словении и фактически переподчинила его гауляйтерам рейхсгау Каринтия и Штирия, а также образовала военную администрацию в Сербии, территория которой была сужена до минимальных размеров после потери Воеводины, Санджака, части западных земель и юга Косово и Метохии (также была создана военная администрация в Банате). В руках у немцев оказались ключевые железнодорожные и речные транспортные маршруты, а также залежи стратегически важных полезных ископаемых. С мая 1941 года в оккупированном немцами сербском Подринье располагались войска 750-го пехотного полка 704-й пехотной дивизии (гарнизоны в Мачве, Ядре, Поцерине, Шабаце, Бане-Ковиляче и Лознице).
4 июля 1941 на территории всей Югославии началась Народно-освободительная война, поводом для вооружённого выступления послужило нападение Германии на СССР и последующий призыв Коминтерна к коммунистическим партиям стран Европы начать антинацистские и антифашистские восстания. После начавшегося восстания в Сербии о серьёзных грядущих проблемах открыто заговорили как немецкая военная администрация, так и Правительство национального спасения Милана Недича. В день начала войны в Белграде состоялась встреча членов ЦК Коммунистической партии Югославии, что вдохновило югославских партизан на бой. Часть немецких подразделений, готовившаяся к переброске на Восточный фронт, вынуждена была остаться в Сербии и вступить в бой с партизанами. Те начали организовывать диверсии, подрывая железные дороги, обрезая телеграфные и телефонные линии. 7 июля в деревне Бела-Црква состоялся первый бой, когда Жикица Йованович и его отряд уничтожили двух жандармов.
В свою очередь, с августа 1941 года в вооружённое противостояние с немцами вступили и убеждённые монархисты — движение четников, не признавших капитуляцию Югославии в апреле 1941 года и ставшее известным как Югославские войска на родине, также объявило войну немецким оккупантам и их союзникам. Лидером четников был Дража Михайлович, сербский генерал, который решился заключить временный союз с коммунистическими партизанами, чтобы добиться победы над общим врагом.

## Подготовка к штурму города

### Сбор войск
29 июня 1941 в Подринье был образован партизанский окружной комитет, который занимался вопросом организации восстания во всей области. Собрав оружие и припасы, партизанский отряд при комитете атаковал 7 августа станцию жандармерии, разоружив местных жандармов и забрав их оружие. 9 августа отряд стал называться официально Подринским, разоружив на следующий день опять тех же жандармов, которым выдали новое оружие. Вскоре партизаны сожгли городской архив, разорвали телефонную связь и взорвали мосты в округе. К 14 августа численность партизан достигла 360 человек из 6 рот, а оккупационные силы и коллаборационисты вообще не могли добраться до них, поскольку единственная железная дорога из Шабаца в Лозницу была разрушена партизанами.
В августе 1941 года к восставшим примкнули и четники Дражи Михайловича. Ещё раньше, в июле подполковник Веселин Мисита прибыл по приказу Михайловича в Ядар и обосновался в Троношском монастыре, настоятелем которого был иеромонах Георгие Боич, капитан запаса Югославской королевской армии. В начале августа Мисита и Бойич встретились в Ядаре и договорились об образовании Ядарского четницкого отряда, куда вошли также поручик запаса Никола Гордич и Мика Комарчевич. 15 августа Церский четницкий отряд из 25 человек был образован под командованием артиллерии капитана 1 класса Драгослава Рачича. Михайлович запрещал атаковать до того, как все отряды будут готовы, что вызывало недовольство ряда четников из Ядарского отряда: некоторые ушли к партизанам или к Церскому отряду Рачича.

### Военный совет в монастыре Троноша
Приказы о начале наступления на немецкие позиции и подготовке восстания в Подринье были отданы по итогам военного совета в монастыре Троноша 30 августа 1941. На совете присутствовали подполковник Веселин Мисита, артиллерии капитан 1 класса Драгослав Рачич, игумен монастыря и капитан запаса иеромонах Георгие Боич, поручики Лазарь Савич и Ратко Мартинович, поручик запаса Никола Гордич и британский военный советник, разведчик и инженер Герберт Мюллер. Командовать операцией был назначен Мисита как самый старший по званию. Рачич предварительно договорился с Небойшей Ерковичем, командиром партизанских сил.

### Силы сторон
Мисита командовал Ядарским четницким отрядом, в составе которого было около 1600 человек. В бою участвовали около 500 человек. Опыта у Ядарского отряда не было, поскольку его ядро составляли простые крестьяне, не обученные как следует сражаться, поэтому он был относительно изолированным, уступая по уровню подготовки партизанским силам. Тем не менее, Мисита остался командиром по договорённости Рачича с партизанами. Гарнизон Лозницы составлял всего 100 человек (11-я рота, 3-й батальон, 738-й пехотный полк), но они были хорошо подготовлены к обороне: немцы заняли позиции в Доме культуры (Вуков дом), гимназии и кафане Лазе Хайдуковича, перед которой поставили пулемётное гнездо.

## Ход боя
Ровно в полночь 30 августа 1941 недалеко от Лозницы зазвонили церковные колокола, что стало сигналом к атаке. В течение ночи были перекрыты все выходы из города, окружение произошло без серьёзных происшествий. В 7:00 Мисита приказал войскам построиться для боя, заняв своё место в авангарде. В 8:30 к немцам был отправлен парламентер с предложением сдать город без боя. Капитулировать немцы отказались, и силы четников и партизан пошли в атаку, следуя заранее утверждённому плану. В 9 часов утра снова зазвонили церковные колокола, в тот же момент были сделаны семь ружейных залпов, и начался штурм города. В первых же боях четники сумели разбить группу немцев, оборонявшую Дом культуры, чуть позже немцев выбили из гимназии.
Церский четницкий отряд и титовские партизаны тем временем взяли деревню Богатич, действуя по соглашению. На помощь жандармерии была отправлена 6-я рота 750-го пехотного полка Вермахта с артиллерией. На второй день боя за Богатич прибыла и 7-я рота из Сремской Митровицы, а также взвод из Шабаца. После двухдневных боёв Церский партизанский отряд отступил на гору Цер, понеся большие потери, и вскоре слился с Ядарским отрядом.
Подполковник Мисита со своими соллатами обстреливали позиции оборонявших кафану немцев, забрасывали их ручными бомбами и гранатами. В столкновениях Мисита был сражён пулемётной очередью, получив смертельное ранение в голову. Командование взяли на себя капитан Богдан Дрляча и игумен монастыря Троноша Георгие Боич. К вечеру немцы были разбиты. Большинство оставшихся в живых солдат вермахта капитулировали (причём почти все они сдались в самый разгар сражения). Лишь считанные единицы спаслись и сбежали в Баню-Ковилячу.

## Потери
Четники потеряли по одним данным, восемь человек убитыми (в том числе командира Веселина Миситу) и четверых ранеными; по другим — убитых было 18 человек, раненых также четверо. В плен к югославам попали 93 человека, но число погибших и раненых немцев неизвестно. Всех раненых четники отправили в больницу, а пленных отвели в монастырь Троношу. Осаждавшие обращались с пленными довольно хорошо, оказывая им медицинскую помощь. В руки югославам попало огромное количество оружия и боеприпасов.

## Последствия

### Военные
Сообщение об успешном освобождении города поручик Георгие Боич отправил на Равну-гору полковнику Драголюбу Михайловичу, который поддержал продолжение партизанских действий против немцев и их союзников. Ядарский четницкий отряд перегруппировался после освобождения города в Подринье и продолжил бои 1 сентября 1941, атаковав 3-й батальон 738-го пехотного полка в Бане-Ковиляче — крупнейшей немецкой крепости в Подринье, которую потом в итоге немцы оставили. 11 и 12 сентября 1941 в Ядарском крае и Лознице четники, установив свой командный пост в Лознице, провели мобилизацию, повысив численность отряда до 5 тысяч человек (однако оружия всем не хватало, так что боеспособными в отряде было около половины личного состава). Партизаны также создали свой отряд, взяв в него рабочих, крестьян и шахтёров, а также построили мастерскую в городе для производства ручных гранат.
Неудача в битве при Богатиче заставила два четницких отряда провести атаку на Баню-Ковилячу: если 1 сентября это четникам не удалось совершить сходу, зато уже 6 сентября с помощью титовских партизан им удалось это сделать утром за считанные часы. 3 сентября Подринский партизанский отряд всё-таки выбил немцев из Богатича. 6 октября Лозницу немцы всё-таки вернули под свой контроль в ходе операции «Мачва».

### Память
- Лозница считается первым городом в Югославии, освобождённым со времён Апрельской войны, и первым городом в континентальной Европе, откуда немецкие войска были выбиты силами Движения Сопротивления. Однако сражение за Лозницу было не первым, где немецкие войска вынуждены были преимущественно обороняться (ещё в июле 1941 года в Смоленском сражении немцы вынуждены были перейти к обороне).
- Биограф Иосипа Броза Тито Владимир Дедиер считал Миситу одним из лидеров Сопротивления и назвал его смерть большой утратой для восстания[17]. Память о Мисите была увековечена 31 августа 2008 по предложению Божидара Делича, депутата Народной скупщины от Сербской радикальной партии, когда в Лознице на площади Вука Караджича была установлена мемориальная табличка[18]. Одним из инициаторов установки стали и Божидар Панич, для которого Мисита был кумиром и за упокой души которого Панич молился каждый год[19].